# Una stella su Antiochia
Una stella su Antiochia (Dear and Glorious Physician) è un romanzo storico di Taylor Caldwell, pubblicato negli Stati Uniti nel 1958. Si tratta di una biografia romanzata dell'evangelista Luca.

## Storia editoriale
il libro è stato tradotto in neogreco, francese, olandese, svedese, danese, norvegese, portoghese, spagnolo, faroese, romeno. in italiano è stato edito per la prima volta nel 1961.

## Struttura del libro e ambientazione
La vicenda si svolge nel i secolo d.C., il protagonista sarebbe nato nel 10 a.C. circa. Il libro si articola in tre parti:
- Parte prima: Antiochia;
- Parte seconda: Alessandria d'Egitto e poi Roma;
- Parte terza: Atene, con molti viaggi nel Mediterraneo; Cesarea marittima, Gerusalemme, Nazareth.

## Personaggi
- Lucano - fanciullo nato libero, figlio di due liberti greci, desidera fare il medico. Vive e viene istruito nella casa del proconsole per la Siria Diodoro; è compagno di giochi dell'unica figlia del nobile romano. Da adulto sarà adottato dallo stesso Diodoro.
- Iris - madre di Lucano, anch'ella, nella fanciullezza era stata compagna di giochi di Diodoro e i due hanno un'intesa speciale. Il marito di Iris si chiama Enea, ha molte pretese intellettuali e fa il contabile. Diverrà poi (dopo la morte dei rispettivi coniugi) la seconda moglie di Diodoro e gli darà due figli: Aurelia e Caio Ottaviano.
- Diodoro Cyrino - romano di buona stirpe, proconsole per la provincia romana di Siria, uomo di elevatissime qualità: integrità, senso del dovere, sincerità, dedizione al servizio dello Stato.
- Aurelia - prima moglie di Diodoro e madre dei suoi figli Rubria e Prisco. Donna assennata e premurosa.
- Rubria - figlia primogenita di Diodoro e compagna di gioco e studio di Lucano; malata sin dall'infanzia del "morbo bianco", (malattia del sangue).
- Keptah - medico schiavo nella casa di Diodoro, ben presto liberato; di origini misteriose, confida a Lucano di discendere dagli antichi caldei e di attendere il Messia.
- Prisco - secondo figlio di Aurelia e Diodoro, è nato in circostanze drammatiche. Diverrà un soldato come il padre.
- Joseph ben Gamliel - professore (ebreo) di Lucano ad Alessandria d'Egitto; riconosce nel giovane la predestinazione a trovare Dio e ritiene che Dio verrà da Israele.
- Elazar ben Solomon - ricco mercante ebreo di Alessandria; dopo aver ricevuto conforto da Lucano, gli affida il compito di ritrovare il suo figliolo che fu rapito e probabilmente venduto come schiavo;
- Sara - figlia di Elazar, innamorata di Lucano;
- Tiberio - imperatore romano, descritto come uno schietto soldato; onora Diodoro e rispetta Lucano;
- Plozio - ufficiale della guardia pretoriana di Tiberio, divenuto amico di Lucano.
- Ramos - Etiope, non parla. Ridotto in schiavitù, viene riscattato da Lucano e gli è assistente per anni. Cerca anche lui il Dio che libererà dalla maledizione paterna[11] la stirpe di Cam.[12] Perciò, dopo aver sentito parlare di un Rabbi in Galilea, lascia Lucano.
- Samos - giovane medico schiavo di un ricco ateniese; riscattato da Lucano, questi ne scoprirà la vera identità.
- Hilell ben Hamram - giovane ebreo molto ricco, seguace di Gesù di Nazareth.
- Ponzio Pilato, Erode Antipa, suo fratello Filippo;
- Giacomo il Maggiore e suo fratello Giovanni apostolo ed evangelista;
- Maria – madre di Gesù.

## Trama

### Predestinazione di Lucano
Una notte, nel cielo di Antiochia, appare una stella di splendore immenso e sovrannaturale. Lucano, fanciullo di dieci anni, siede in riva al fiume e contempla il fenomeno. Lo sorprende Keptah, lo schiavo medico della casa dove risiede anche Lucano; Keptah si intrattiene col ragazzo e ne sonda l'animo, dopo di che si rende conto che Lucano è certamente un prescelto. Keptah si dichiara seguace di un Dio che verrà e che la sua stirpe (gli antichi Caldei, antenati degli israeliti) attende da tanti secoli. Questo Dio avrà come simbolo la Croce e Keptah ne porta una d'oro, minuscola, appesa al collo: ma quando la mostra al ragazzo, questi non è in grado di capire ed essendo greco e suddito di Roma, la considera un abominio.
Tuttavia Lucano vuole fare il medico e ben presto Keptah si accorge del suo talento. Rubria, la figlia di Diodoro, proconsole per la Siria e proprietario di Keptah, soffre per un male incurabile. Lucano giunge a trovarla (i due sono compagni di gioco e studio e si vogliono bene come fratelli) e porta delle erbe raccolte da lui per il sollievo dell'amica. Keptah rimane allibito e dichiara che ha inutilmente cercato quelle erbe; ordina subito impacchi e suffumigi e la piccola ben presto si riprende.
Il padre della bambina compensa Keptah con la libertà, ma esige che il medico rimanga nella casa a curare Rubria e istruire Lucano per gli studi di medicina in Alessandria d'Egitto. Per Diodoro, Lucano è il figlio che non ha avuto e inoltre è da sempre innamorato della madre del ragazzo, la liberta Iris. Mai egli è stato infedele alla legittima moglie, anzi l'ha onorata e amata, e lei, Aurelia, pare capire.
Così trascorrono circa sei anni. Rubria non sembra più in pericolo, tanto che si azzarda un fidanzamento per lei. Ma Lucano e soprattutto Keptah sanno che ogni giorno la giovinetta potrebbe avere l'ultimo colpo e non hanno mai detto questo al padre, per non spezzargli il cuore. A quattordici anni Rubria ha un definitivo peggioramento e muore dopo aver regalato a Lucano la piccola croce d'oro che Keptah le aveva donato.
Il dolore di tutti è inconsolabile. Per giunta, Aurelia sta finalmente aspettando un altro figlio e la situazione volge al peggio. Durante un'assenza di Diodoro, alla donna insorgono complicazioni che rendono urgente un intervento per salvarle la vita. Però Aurelia si rifiuta di perdere il figlio e attende l'urto che la annienterà. Allora Keptah pratica un taglio cesareo, assistito da Lucano. Aurelia muore e il bimbo sembra senza vita. Lucano, ubbidendo a un istinto irreprimibile, riesce a rianimare il piccino e lo pone nelle mani di Iris. Quando torna Diodoro, dopo alcune complesse spiegazioni, egli sposa Iris e adotta legalmente Lucano.

### Giovinezza
Diodoro ha finalmente ottenuto il congedo dal servizio e può trasferirsi nelle sue proprietà nei pressi di Roma, con Iris e il piccino, di nome Prisco. Ben presto altri due bimbi verranno a rallegrare la famiglia. Invece il sedicenne Lucano parte per Alessandria per gli studi di medicina. Lo accompagnano due ex schiavi. Il giovane eccelle in tutte le discipline e ogni professore vorrebbe fargli cambiare idea e indirizzare un talento così grande alla propria scienza. Fa eccezione l'ebreo Joseph ben Gamliel, il docente di teologia.
In realtà, dopo la morte dell'amata Rubria, Lucano è in conflitto con la divinità e non gli importa più di quel che credeva nell'infanzia: la venuta di un Dio di misericordia da identificarsi col Dio di Israele o con il Deo ignoto dei greci. Perciò teme Joseph e non vorrebbe ascoltarne i discorsi. Ma Joseph con dolcezza riesce a farsi strada nell'animo di Lucano. Un giorno gli presenta un amico, affinché Lucano lo conforti nelle sue infermità e, ancora una volta, lo studente conferma le sue doti di terapeuta; allevia le sofferenze di Elazar, che pure è in fin di vita, e gli ispira una fiducia tale, da fargli promettere che troverà il suo figlio più piccolo, scomparso a due anni e forse venduto come schiavo.
Nella casa del ricco e infeliceEelazar, Lucano conosce Sara, figlia maggiore (e unica) dell'uomo. Bellissima e innamorata, potrebbe aspettarsi l'amore di Lucano che però desidera solo di poter guarire i poveri e gli ultimi, quelli che non sono nemmeno considerati uomini. La vita che conduce è estremamente austera e non ha amici, tranne Sara e Joseph. Finché arriva il momento di congedarsi e tornare a Roma presso la famiglia. Durante il viaggio verso Roma, Lucano guarisce in modo quasi miracoloso gli appestati che c'erano sulla nave, ma già prima di partire, aveva risanato un lebbroso e non lo aveva mai saputo. Di fronte ai risultati, egli pensa di essersi sbagliato sulle diagnosi e non crede all'intervento di poteri occulti.
A Roma riceve l'invito dell'imperatore Tiberio a divenire protomedico di corte. Il giovane rifiuta, in nome dei suoi ideali, però deve accettare un soggiorno di prova nel palazzo. Qui, invitato a pranzo dall'imperatrice, la dissoluta Giulia maggiore, è fatto ubriacare e ha comportamenti pericolosi. Ritornato improvvisamente in sé, nel tentativo di sfuggire alla situazione, colpisce un ragazzo che finisce addosso a Giulia. Con l'aiuto di Plozio, un ufficiale della guardia pretoriana che gli è amico, si mette in salvo e, lasciato il palazzo, si imbarca di nascosto. Tiberio emette un bando di esilio nei confronti di Lucano, sebbene in segreto continui a proteggerlo e a rispettarne la famiglia.

### Ricerca e Vangelo
Passano gli anni e Lucano vive ad Atene o in altre città delle coste del Mediterraneo. Cura i poveri, laddove risiede, o si imbarca e pratica le sue cure sugli schiavi delle galere. A Roma Diodoro non è felice come si era aspettato: non accetta la corruzione che pervade l'intera città e non ne fa mistero. Dopo un infuocato discorso in Senato, egli passa la misura e torna a casa prostrato. L'imperatore non ha neppur bisogno di intervenire con una condanna al suicidio perché Diodoro muore la sera stessa. Ma un avido parente vorrebbe assicurarsi i suoi beni e la tutela dei figli. Tiberio si rifiuta di ledere i diritti della famiglia di Diodoro e nomina Iris tutrice dei figli. In caso di sua mancanza, le subentrerà Lucano.
Nel suo peregrinare, Lucano è spesso raggiunto da Sara. Dopo molti anni Sara si ammala e muore, ma dichiara di aver visto il Messia che tutti attendono. Le testimonianze si moltiplicano intorno al sempre risentito Lucano ed egli non può ignorarle. Fino al giorno in cui le tenebre invadono la terra a mezzogiorno e un continuo rollio del suolo terrorizza ogni essere vivente. Non si tratta di un'eclisse. Lucano scende nel giardino della sua casetta di Atene e, nel buio, vede passargli accanto le care persone che sono morte (Rubria, Sara, Keptah, Diodoro). Quando il fenomeno ha termine, Lucano si sente rinnovato. Quel giorno, verrà a sapere poi, c'è stata la crocifissione di Gesù.
Così egli comincia a scrivere le testimonianze e ha inizio il suo Vangelo. Ma egli stesso ha più volte guarito in modo inesplicabile: uno schiavo etiope riscattato che era stato accecato, dopo le cure ritorna a vedere contro ogni logica; un altro schiavo da lui riscattato da un padrone crudele, si rivela essere Arieh, fratello di Sara e figlio di Elazar. Partito per l'Oriente, giunto a Cesarea marittima, nella casa di Ponzio Pilato trova il fratello Prisco che ha assistito alla crocifissione e ora soffre di un cancro allo stomaco. Dopo che i due si sono parlati, il mattino seguente Prisco è miracolosamente guarito e anche gli altri medici non possono mettere in dubbio il risultato.
Allora Lucano va a Gerusalemme e quindi a Nazareth. Gli apostoli Giacomo e Giovanni gli sembrano troppo fanatici, ma egli vuole raggiungere Maria. E finalmente trova la donna che è stata madre del Figlio di Dio. Nei racconti di Maria passano le figure di Gabriele, di Elisabetta e Zaccaria, di Giovanni Battista e il Vangelo ha la sua completezza. Lo spirito materno che Lucano aveva conosciuto in Iris, nella defunta Aurelia, è moltiplicato in Maria che tanto ha dovuto accettare per quel Figliolo. ed Ella, che ha letto nel cuore di Luca, lo può congedare con amore e benedizione.

## Edizioni in italiano
- T. Caldwell, Una stella su Antiochia, trad. di Agnese Silvestri Giorgi, ed. Baldini & Castoldi, Milano 1961;
- T. Caldwell, Una stella su Antiochia, trad. di Agnese Silvestri Giorgi, ed. Accademia, Milano 1972;